# Max Prinsen
Marinus Jacobus (Max) Prinsen (Heerenveen, 10 januari 1899 - Haarlem, 3 januari 1971) was een Nederlands politicus.
Prinsen was een fiscalist die na een loopbaan bij de rijksbelastingdienst in de bezettingstijd op het ministerie van Binnenlandse Zaken de rechterhand werd van secretaris-generaal Frederiks en na de bevrijding werd hij diens opvolger. Prinsen was tussen 1946 en 1950 secretaris van de ministerraad. Hij was ook secretaris van de Ronde Tafel Conferentie met Indonesië in 1949. Hij was als secretaris-generaal de vertrouweling van minister Beel en de laatste tien jaar van zijn carrière commissaris der Koningin in Noord-Holland.
- Biografisch Portaal: 86101537
- Parlement.com: vg09llz5qkyu